# Paulhac (Cantal)
Paulhac település Franciaországban, Cantal megyében. Lakosainak száma 434 fő (2022. január 1.). Paulhac Albepierre-Bredons, Brezons, Cézens, Cussac, Laveissenet, Tanavelle, Les Ternes és Valuéjols községekkel határos.

## Népesség
A település népességének változása:
| Lakosok száma | 721  | 538  | 511  | 462  | 426  | 408  | 414  | 432  | 430  | 434  |
|               | 1968 | 1982 | 1990 | 2006 | 2013 | 2015 | 2017 | 2019 | 2020 | 2022 |